# 無理
無理（日语：むり），豐田生產方式與精益生產的術語，是三種主要浪費形式之一，應該積極避免其發生，以增加公司利潤。

## 概論
無理，在字面上，意為「沒有道理的」、「不可能的」、「不合理的」、「超過人的能力」。追求不可能做到的目標，不能帶來附加價值，因此被認定是一種浪費。舉例而言，管理階層要求不具備技術能力的員工執行過度複雜的工作，要求遠超於員工本身的能力，員工花費許多時間，仍然無法達成目標。對於公司來說，這是無益的動作。
在豐田生產方式中，以標準化作業流程，進行持續改善，來減少無理造成的浪費。標準化流程中，應該削除不可能做到的部份，專致於可以產生價值的活動。